# Chicano rock
Le chicano rock (ou rock chicano en français) est un sous-genre musical dérivé du rock, apparu aux États-Unis à la fin des années 1970 à Los Angeles.  Le chicano rock, dans une large mesure, ne se réfère pas à un style ou à une approche unique. Certains de ces groupes ne chantent pas du tout en espagnol ou utilisent de nombreux instruments ou sons latins spécifiques. Le sous-genre est défini par l'appartenance ethnique de ses interprètes et couvre donc un large éventail d'approches.

## Vue d'ensemble
Il existe trois styles fondamentaux de chicano rock.
Le premier style de rock chicano apparait comme style distinctif de rock 'n' roll interprété par des Américains d'origine mexicaine de East Los Angeles et du sud de la Californie, et contenant des thèmes issus de leur expérience culturelle. Bien que le genre soit large et diversifié, englobant une variété de styles et de sujets, le thème dominant du premier chicano rock est son influence rhythm and blues et l'incorporation de cuivres comme le saxophone et la trompette, Farfisa ou orgue Hammond B3, des lignes de basse funky, et son mélange de styles vocaux mexicains chantés en anglais.
Une tradition de chicano rock des années 1960 émerge de ces origines, suivant une dévotion au rhythm and blues, au rockabilly et au rock 'n' roll d'origine. Et Ritchie Valens, Sunny and the Sunglows, The Sir Douglas Quintet, Cannibal and the Headhunters, The Premiers, Sam the Sham and the Pharaohs et Thee Midniters tous font de la musique fortement basée sur le RnB des années 1950, même lorsque les tendances générales se sont éloignées du son original du rock au fil du temps.
Le second style de chicano rock des années 1970 est plus ouvert au blues, à la musique soul, au RnB, au rock, au funk, à la musique latine, à la salsa et au jazz. Santana, Malo, War, El Chicano, Sapo et d'autres groupes chicanos de « rock latino » suivent cette approche avec leurs fusions de RnB, de jazz et de sons caribéens. Plus tard, les musiciens chicanos qui s'inspirent du rockabilly et de la country incluent Linda Ronstadt et Los Lobos. Ces musiciens s'inspirent aussi parfois des traditions du norteño ou de la tejano.
Un troisième style est le rock latino des années 1980, RnB latino par Tierra, Little Joe, Little Willie G, Ralfi Pagan, Sheila E, Sugar Style, Sunny and the Sunliners et Rocky Padilla.

## Histoire

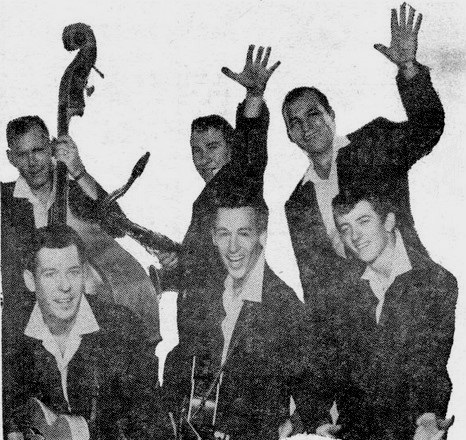
The Champs.

Dans des villes comme San Antonio, Los Angeles, la région de la baie de San Francisco, Dallas et Houston, au Texas, le public afro-américain est très important pour les musiciens latinos en herbe, ce qui permettait à leur musique de rester fidèle à l'authentique RnB. Le DJ Dick Hugg (alias Huggie Boy) et la station de radio KRLA 1110 jouent un rôle important dans la promotion de cette musique. Le chicano rock est également influencé par le genre doo-wop, comme en témoigne la chanson Angel Baby du groupe chicana Rosie and the Originals.
Le Pachuco Boogie de Don Tosti, enregistré en 1948, est le premier disque chicano vendu à un million d'exemplaires, un morceau de swing avec des paroles en espagnol, utilisant l'argot hipster appelé Calo. Lalo Guerrero arrive à Los Angeles à la fin des années 1930 et découvre que L.A. « déborde d'ambition ». Lalo et son ami capturent leur esprit en musique en mélangeant le swing et le boogie-woogie dans un dialogue interculturel entre les influences afro-américaines, anglo-saxonnes et mexicaines.
Les années 1950 ont vu naître le rhythm and blues et les racines du rock n roll. Les Américains d'origine mexicaine sont parmi les premiers à saisir le rythme et à introduire une touche latine dans le rock.
Ritchie Valens, star du chicano rock 'n' roll, est un chanteur et auteur-compositeur mexicain influent sur le mouvement chicano rock. Il enregistre de nombreux succès au cours de sa courte carrière, notamment le tube La Bamba en 1958. Valens décède à l'âge de 17 ans dans un accident d'avion avec ses collègues musiciens Buddy Holly et le Big Bopper le 3 février 1959. Cette tragédie est immortalisée plus tard comme « le jour où la musique est morte » dans la chanson American Pie.
Le tube Tequila! sorti en 1958 est écrit et chanté par le saxophoniste Danny Flores (à ne pas confondre avec Danny David Flores, un ancien membre de Renegade) et interprété par The Champs. Flores, décédé en septembre 2006, était connu comme le « parrain du rock latino ».
Au début et au milieu des années 1960, le public américain est probablement plus ouvert aux sonorités latines qu'aujourd'hui en raison de la popularité de la bossa nova, du bugalú, du mambo et d'autres formes de musique. En outre, les musiciens qui ne se conformaient pas à la gamme plutôt limitée du premier rock pouvaient trouver le succès en tant qu'interprètes folkloriques. Trini Lopez, dont la musique était un mélange de folk et pop, remporte un grand succès avec If I Had a Hammer en 1963.